# ان‌جی‌سی ۲۹۶۴
ان‌جی‌سی ۲۹۶۴ (انگلیسی: NGC 2964) یک کهکشان میانجی مارپیچی است که در صورت فلکی شیر واقع شده‌است. این کهکشان در فاصله حدود ۶۰ میلیون سال نوری از زمین واقع شده‌است و که با توجه به ابعاد ظاهری آن، به معنای آن است که ان‌جی‌سی ۲۹۶۴ حدود ۶۰٬۰۰۰ سال نوری عرض دارد. ان‌جی‌سی ۲۹۶۴ در ۷ دسامبر ۱۷۸۵ توسط ویلیام هرشل کشف شد.